# Paul de Thermes
Paul de Thermes, nome completo Paul de La Barthe de Thermes ma anche noto come Paul de Terme o Maréchal de Thermes, (Couserans, 1482 – Parigi, 6 maggio 1562), è stato un generale francese, maresciallo di Francia, che guidò l'invasione della Corsica nel 1553. La flotta ottomana di Dragut aveva traghettato le forze francesi dalla maremma senese alla Corsica, nell'ambito dell'alleanza franco-ottomana.

## Biografia
Nel giugno 1549, de Thermes venne inviato in Scozia per aiutarla nella guerra contro l'Inghilterra oggi nota come Rough Wooing. Egli fu incaricato di proseguire la fortificazione di alcune fortezze di confine, e giunse con rinforzi massicci, munizioni e denaro. Successivamente, gli inglesi abbandonarono l'assedio di Haddington, una cittadina nei pressi di Edimburgo, e de Thermes e James Hamilton entrarono in città. Maria di Guisa era trionfante, e scrisse che "gli inglesi non hanno lasciato niente, solo la peste." De Thermes condusse con successo un assalto al forte inglese di Broughty Castle il 6 febbraio 1550. A seguito di una raccomandazione di Maria di Guisa, il 30 settembre 1549, venne investito del cavalierato dell'Ordine di San Michele per i suoi servigi alla Scozia.
Di ritorno in Francia, Paul de Thermes perse la battaglia di Gravelines nel 1558.